# Центральный Квебек

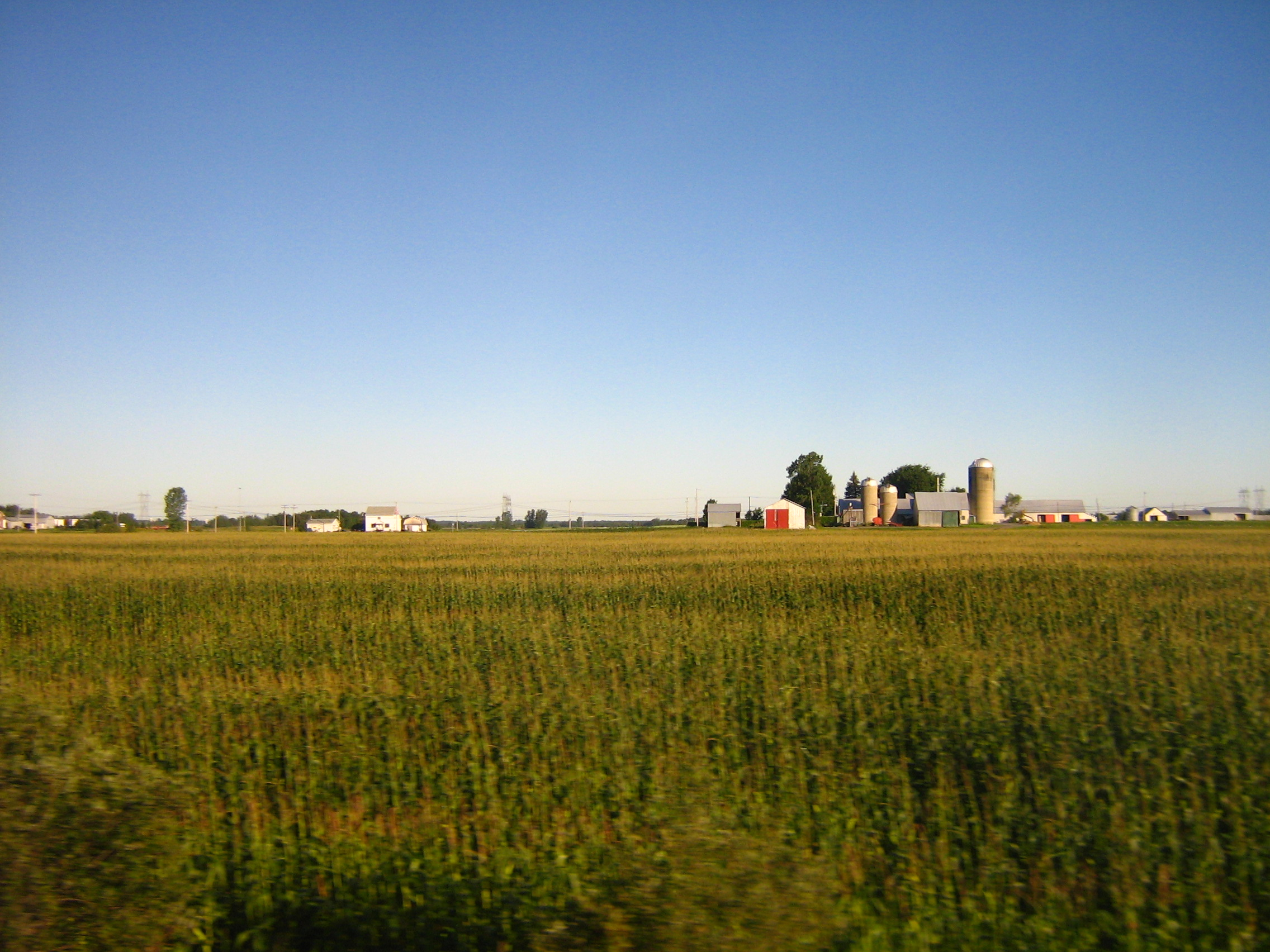
Типичный пейзаж Центрального Квебека

Центральный Квебек (Centre-du-Québec с фр. — «Центр Квебека») — административный регион Квебека, расположенный на южном берегу реки Святого Лаврентия напротив Труа-Ривьер. Регион состоит из 5 региональных муниципалитетов и 80 местных. Центральный Квебек получил статус независимого административного региона 30 июля 1997 года.
Несмотря на название, Центральный Квебек расположен не в центре, а на юге провинции. Будучи преимущественно сельскохозяйственным регионом, он известен как «хлебная корзина Квебека» и обеспечивает жителей провинции не только зерном, овощами и фруктами, но и продуктами животноводства и птицеводства. Лесная промышленность также является важной отраслью в регионе, который, благодаря высокой плотности лиственничных лесов также называют Bois-Franc (в переводе с фр. — «твердое дерево»). Другими важными отраслями для региона являются: транспорт, переработка вторсырья, деревообработка и производство мебели из ценных пород дерева.
Центральный Квебек занимает выгодное местоположение, находясь в полуторачасах езды от Монреаля и Квебека и в непосредственной близости от региональных центров Труа-Ривьер и Шербрука.